# 毛震
毛震（1468年—？），字畏之，直隸蘇州府崑山縣人，民籍，明朝政治人物。

## 生平
弘治十四年（1501年）辛酉科應天府鄉試第一百二十一名舉人。正德六年（1511年）中式辛未科會試第二百四十五名，登第三甲第二百零三名進士。授绍兴府新昌县知县。

## 家族
曾祖毛文顯；祖父毛□；父毛□，母李氏；繼母金氏。慈侍下。